# Лепа Млађеновић
Лепа Млађеновић (Београд, 9. новембар 1954) је југословенска и српска лезбијска, феминистичка и антиратна активисткиња. Позната је као једна од пионирки другог феминистичког таласа у Србији. Она је феминистичка саветница за жене које су преживеле мушко насиље или лезбофобију, водитељка искуствених радионица, списатељица, предавачица и активна чланица неколико међународних одбора и мрежа у вези с лезбијским правима и насиљем над женама. Једна је од кључних феминистичких активисткиња у бившој Југославији.

## Алтернатива психијатрији
Лепа Млађеновић је дипломирала на Одсеку за психологију Филозофског факултета Универзитета у Београду 1980. године. Током студија се супротставила ригидном образовном систему пишући протестна писма професорима, критикујући конзервативна правила образовања која не оснажују студенткиње. Први друштвени покрет у којем је активно учествовала је Мрежа алтернатива психијатрији, чији је циљ био деинституционализација психијатрије као институције насиља и искључивања. Лепа Млађеновић је 1983. године иницирала и коорганизовала тродневну Међународну конференцију „Психијатрија и друштво”, одржану у Студентском културном центру у Београду. Након тога волонтирала је у центрима за ментално здравље у Трсту, где је писала о демократској психијатрији у Италији, као и у центрима за терапију у заједници Удружења „Арбурс” у Лондону, који је произашао из антипсихијатријског покрета.

## Феминистички и антиратни активизам
Феминистички активизам Лепе Млађеновић почео је 1978. када је учествовала на првој међународној женској конференцији „ДРУГ-ца Жена”, организованој од стране феминисткиња Југославије и одржаној у Студентском културном центру у Београду. Скуп је био прекретница за феминисткиње и историју цивилног друштва у тадашњој Југославији. 1982. године Лепа Млађеновић је заједно са Соњом Дрљевић, Софијом Тривунац, Лином Вушковић, Вером Смиљанић, Надеждом Ћетковић, Љиљаном Гаковић, Жараном Папић, Радом Ивековић, Борком Павићевић и Јасмином Тешановић у Београду основала феминистичку групу „Жена и друштво”.
Лепа Млађеновић је била једна од учесница првог југословенског феминистичког сусрета у Љубљани 1987. који су организовале феминистичка организација Лилит и лезбијска организација ЛИЛИТ ЛЛ из Словеније. Скуп је подстакао сестринство, размену, подршку за женски активизам, дискусију о насиљу над женама, женско репродуктивно здравље, женску уметност и културу те су се јавиле и прве иницијативе о лезбијском организовању 1990. године Лепа Млађеновић је у Београду заједно с другим феминисткињама из феминистичке групе „Жена и друштво” основала СОС телефон за жене и децу жртве насиља где је волонтерски радила као координаторка и саветница женама које су преживеле мушко насиље, а касније је радила и са женама жртвама рата.
Заједно са Сташом Зајовић, Лином Вушковић, Зорицом Трифуновић, Славицом Стојановић, Јелком Кљајић Имшировић и другим феминисткињама и антиратним активисткињама основала је групу Жене у црном 1991. године у Београду. Жене у црном као антиратна и феминистичка организација из Београда су сваке седмице одржавале протесте стајања средом на улицама Београда супротстављајући се владајућем режиму. Прво стајање Жена у црном је одржано 9. октобра 1991. године.
Скупа са другим феминисткињама волонтеркама СОС телефона, 1993. године је основала Аутономни женски центар у коме је до 2011. године деловала као психолошка консултанткиња и координаторка консултантског тима те чланица координаторског одбора. Од 2000. до данас била је учесница и организаторка великог броја радионица искуства за жене и група подршке за жене које су преживеле мушко насиље. Такође је фацилитаторка радионица емоционалне писмености за активисткиње и активисте, а нарочито за лезбeјке на Балкану. У периоду од 2010. до 2023. често ради као фацилитаторка образовних семинара - тренинга за тренерице за рад са женама са траумом сексуалног насиља у земљама региона, као и у Италији.
Учествовала је 2000. године на Женском међународном трибуналу за ратне злочине јапанске војске за сексуално ропство у Другом светском рату у својству стручне сведокиње о трауми сексуалног насиља у рату. Овај женски суд организовале су феминисткиње колектива Мрежа против рата Јапана (VAWW-NET Japan) како би објавиле сведочанства жена које су биле присиљене да непрекидно секуално служе јапанским војницима.
На годишњим скуповима Женска солидарност против рата у организацији Жена у црном (1992—1999), била је једна од фацилитаторки радионица Лезбијке и антиратни покрет.
Заједно са Гораном Млинаревић и Нелом Памуковић 2013. године у Зеници покренула је иницијативу ФЛИПСУР: Феминистичка листа против силовања у рату на територији Југославије.
Учествовала је на многим феминистичким и антиратним конференцијама, између осталог на Међународној конференцији о насиљу, злостављању и женском грађанству, у Брајтону, Велика Британија, 1996.

У тексту Жудња за активизмом из 2000. године, Лепа Млађеновић пише: 
”У Непалу је проблем мираз, у Кикинди је проблем зимница. Ако нам се учини да је то једноставно, побећи од мираза, или од зимнице, онда значи да нисмо довољно слушале другу жену, да је нисмо разумеле. активисткиње желе да разумеју другу, јед одатле добијају инспирацију да раде, одатле им долазе пројекти снова, из жудњи како своје жеље и жеље других да удруже и конструишу услове живота у којима ће бити могућа аутономија жена.”

## Лезбeјски активизам
Лепа Млађеновић је била једна од две учеснице из Југославије на -en- (Интернационални лезбијски информацијски сервис) конференцији која се одржала 1986. године у Женеви. Друга учесница из Југославије била је Сузана Тратник из Љубљане. Лепа Млађеновић, Дејан Небригић и још неколико активиста и активисткиња су 1990. године основали прву геј и лезбијску организацију у Београду, „Аркадија”, која је била активна до 1997. године. Лепа Млађеновић је прва особа која се јавно декларисала као лезбијка на националном ТВ сервису 1994. године када је представљала организацију „Аркадија”. Заједно са неколико лезбијских активисткиња из геј и лезбијске организације „Аркадија”, 1995. године основала је лезбијску организацију „Лабрис”.
Лепа Млађеновић је испред „Лабриса” била једна од организаторки и учесница прве лезбијске недеље одржане у Словенији 1997. године у организацији феминистичке лезбијске групе „Kасандра” из Словеније. Учествовало је укупно 45 особа из Новог Сада, Београда, Марибора, Скопља, Загреба, Приштине, Сплита и Љубљане. Овај догађај је био прекретница и почетак континуиране регионалне феминистичке сарадње. лезбијска недеља је окупила лезбијске активисткиње и лезбијке око заједничких тема значајних за лезбијско постојање. Друга лезбијска недеља одржала се у Сомбору, у Војводини 2000. године у организацији „Лабриса”.
Трећи лезбијски скуп организовала је група Контра у Ровињу, Хрватска, 2001. године.
Четврти лезбијски активистички сусрет Једнакоправно држављанство организовала је лезбијска група ЛЛ 2002. у Љубљани.
Трећа лезбијска недеља је била у Новом Саду 2004. године године такође у организацији „Лабриса” Четврту лезбијску недељу Лепа Млађеновић организује заједно са Тијаном Попиводом, организацијом „Лабрис” и аутономним колективом „Амазонке” 2011. године. Гошћа је била лезбијска списатељица Џоан Несл из САД. Након тога је приредила књигу превода есеја Џоан Несл под називом Освајање слободе. 
Следеће године са истим сарадницама организовала је Лезбијску недељу и сусрет са лезбијском мировном песникињом Еланом Дајквумен из САД у простору КЦ Града и Културног центра РЕКС.
Лепа Млађеновић је била ангажована у Лабрису, организацији која је била једна од суорганизатора прве Поворке поноса у Београду 2001. године.
Године 2012. Лепа Млађеновић је заједно са неколико консултанткиња за лезбијке покренула Консултације за лезбијке за емотивну подршку лезбијки и оснаживање лезбијске заједнице.

## Награде и признања
Лепа Млађеновић је добитница међународне награде Фелипа де Соуза коју јој је 1994. доделила организација OutRight Action International за њен допринос и активистички рад у пољу ЛГБТ људских права. Награда јој је уручена на обележавању прајда у Њујорку.
Године 2011. Новосадска лезбијска организација (НЛО) отворила је лезбијску, феминистичку и радикалну антифашистичку читаоницу која је добила назив „Лепа Млађеновић”. лезбијску читаоницу покренули су феминисткиња, активисткиња и професорка Исабел Маркус из Сједињених Америчких Држава и активисти и активисткиње новосадске лезбијске организације (НЛО) желећи тиме одати признање Лепи Млађеновић за њен допринос и рад у лезбијској и феминистичкој заједници у Новом Саду и шире.
Лепа Млађеновић је 2013. добила Награду за жене , коју јој је уручила Фондација . Додела награда одржана је исте године у Берлину, што је Лепа искористила и као прилику да организује лезбијску студијску посету дошавши у Берлин са 22 лезбијке и активисткиње из целог региона.
На Међународном фестивалу уметница и активистица ФЕМАРТ у Приштини 2018. године добила је заједно са Игбале Рогова ФемАрт награду за солидарност и повезивање активисткиња из Србије и Косова.

## Рад и публикације
Од 1990. до 1994. је волонтерка СОС телефона за жене и децу жртве насиља.
Од 1993. до 2011. је феминистичка консултанткиња за рад са женама са траумом мушког и ратног насиља.
Од 2011. до 2020. је феминистичка консултанткиња за рад са лезбијкама.
Од 1992. до 2012. године Лепа Млађеновић је активна чланица и предавачица у Центру за женске студије у Београду. Ауторка је неколико есеја о ратним силовањима, насиљу над женама, лезбијским правима, лезбијкама у рату, фемициду, феминистичком приступу транзиционој правди, женској солидарности и емоционалној писмености.
Ко-приређивачица је књиге Алтернативе психијатрији, 1988. године и заједно са Ладом Протић књиге Жене за живот без насиља – Приручник за волонтерске СОС телефона, 1999. године.
У своме кратком манифесту „Политика женске солидарности”, она каже:
Женска солидарност је почетак дефашизације сваке од нас. Због тога што бирамо разумевање а не осуђивање, ми бирамо емпатију а не мржњу. Бирамо да будемо одговорне за своја дела, емоције и мисли, уместо да узимамо улоге жртви. Женска солидарност је политика антифашизма због тога што бирамо да нас занима она друга, друкчија од мене. Kада посматрамо децу очима солидарности онда наша деца нису нужно боља нити лепша од деце других.
Ауторка је књиге ”Емоције мењају рад мозга - феминистички приступ неуробиологији трауме силовања” објављене 2020. године у којој је сумирала 30 година рада у области психолошке помоћи женама жртвама насиља.